# Megarthrus nanus
Espèce
Megarthrus nanus est une espèce de coléoptères de la famille des Staphylinidae et de la sous-famille des Proteininae.

## Répartition et habitat
Cette espèce est décrite de Tanzanie.